# Црква Светог Василија Острошког Чудотворца у Доњој Лупљаници
Црква Светог Василија Острошког Чудотворца у Доњој Лупљаници, насељеном месту на територији општине Дервенте, припада Епархији зворничко–тузланској Српске православне цркве.

## Историјат
Темељи цркве Светог Василија Острошког Чудотворца у Доњој Лупљаници су освештани 1999. године на земљишту које је даровао Раде Поповић. Новогизграђени храм је освештао 20. маја 2001. године епископ зворничко-тузлански Василије Качавенда, за време протојереја-ставрофора Драгана Каиновића. Лупљаничка парохија је основана 2018. године, од када се воде парохијске матичне књиге, чине је села Горња и Доња Лупљаница, Бишња, Рапћани, Осојци и Доњи Детлак.